# Åklagarens vittne (TV-serie)
För andra betydelser, se Åklagarens vittne (olika betydelser).
Åklagarens vittne är en brittisk dramathriller från 2016 som sändes på BBC One under julen 2016. Det tvådelade programmet är filmatiserat av Sarah Phelps och regisserat av Julian Jarrold och är baserat på Agatha Christies novell med samma namn. Den utökade handlingen är baserad på Christies ursprungliga novell med det ursprungliga slutet, som skiljer sig från tidigare scen-, film- och tv-versioner, inklusive Billy Wilders filmversion från 1957.

## Rollista
- Billy Howle som Leonard Vole - Anklagad
- Andrea Riseborough som Romaine Heilger - Voles partner
- Monica Dolan som Janet McIntyre - Husa
- Kim Cattrall som Emily French - Offer
- Toby Jones som John Mayhew - Advokat
- David Haig som Sir Charles Carter - Jurist
- Tim McMullan som Sir Hugo Meredith - Prosecutor
- Robert East som Domare Greville Parris - Domare
- Dorian Lough som Detektiv Breem
- Hayley Carmichael som Alice Mayhew - Mayhews fru
- Paul Ready som Tripp

## Handling
| Avsnitt |  | Premiärdatum     |
| --- |  | ---------------- |
| 1 |  | 26 december 2016 |
| I London 1923 får Leonard Vole sparken från sitt jobb som servitör, varefter societetslejonet Emily French, en förmögen änka som är dubbelt så gammal som han, bjuder in honom till sin herrgård i Kensington. Emily betalar honom för att bli hennes följeslagare tills tre månader senare, då hon hittas ihjälslagen. Hennes svartsjuka hembiträde, Janet, anklagar Leonard, som Emily hade gjort till den enda arvtagaren av sitt testamente. Hans sambo skådespelerskan Romaine från Wien befordras från körflicka till stjärna av teatern för att dra nytta av den sensationella rättegången. Åklagaren hävdar att Leonard dödade Emily efter att hon fick reda på Romaine. Hans medelklassadvokat John Mayhew tror på Leonards oskuld och inspireras av Romaines söta natur. Leonards liv hänger på att Romaine bekräftar hans alibi. Efter att ha tyckts förlåta honom för hans överträdelse, besöker hon honom i fängelset och säger till honom: "Häng." Mayhew konfronterar Romaine, som hånar honom för att han tror på kärleken. |  |                  |
| 2 |  | 27 december 2016 |
| Romaine ger ett förödande vittnesmål om att Leonard kom hem efter mordet täckt av blod och skröt om att han nu var en rik man. Mayhew möter Christine Moffat, den före detta stjärnan i Romaines show, vars ansikte Romaine har vanställt. Christine ger honom ett brev som används i rätten för att avslöja Romaines grymma plan att få Leonard hängd för att kunna gifta sig med sin älskare Max, som tidigare var tillsammans med Christine. Det visar sig att Romaine i själva verket redan är gift, vilket bara Leonard visste. Efter att Janets vittnesmål misskrediterats frikänns Leonard och Romaine arresteras anklagad för mened. Janet döms och hängs för mordet. Mayhew, som nu är berömd och framgångsrik, tar med sig sin fru till Frankrike, där han upptäcker den förmögne Leonard och hans nya brud: Romaine. Romaine avslöjar att ingen jury skulle tro henne om hon hade försvarat sin man i rätten, men de skulle tro att han var oskyldig om hon avslöjades med att försöka sätta dit honom så att han skulle hängas och hon kunde vara med sin älskare. Romaine, förklädd till Christine, gav försvaret bevis som "bevisade" att Christine ville att hennes man skulle dö. De skålar för Mayhew som föll för deras knep. Mayhew, som nu är avskydd av sin fru och förkrossad av Leonard och Romaines uppenbarelse, bestämmer sig för att dränka sig genom att gå långt ut på havsbotten under lågvatten. |  |                  |

## Mottagande
I en recension av del 1 i The Daily Telegraph skrev Gerard O'Donovan: "Mycket av dess sofistikering beror på [manusförfattaren Sarah Phelps] mångbottnade omarbetning av Christies populära scendrama från 1950-talet, som får varje möjlig droppe av känslor och mystik från vad som är en mycket enkel premiss. Lägg till den ytterst atmosfäriska scenografin, Jullian Jarrolds rikt uppfinningsrika regi, plus en fantastisk rollbesättning, och en bit av julens TV-himmel föddes." Han tyckte att Riseborough var "stjärnan i showen" och berömde "den extraordinära blandningen av skada och hot som hon lyckades förmedla" och bedömde att den "avslutande delen lovar att bli en att njuta av".
Dagen därpå fann O'Donovan att i del 2, "Den största kuppen i BBC:s festliga anpassning var att den inte bara återgick till Christies ursprungliga twist, utan lade till avsevärt till den, vilket gjorde det till en [n] ... som slutar [... vilket...] förvandlade en berättelse om moraliskt förfall och girighet till något av mycket större djup och samtida resonans." Återigen berömde han den "fängslande" Riseborough, fann han att "Toby Jones var också superb, alltför trovärdig som den lilla advokaten John Mayhew", och tillade: "Vid varje steg, skådespeleriet [...] och skickligt frammanad atmosfär lade lager på lager av komplexitet, moralisk tvetydighet och humor till vad som i grunden var en enkel premiss".
Ben Dowell skrev i Radio Times att han erkände "en genial plot twist - känd för många Christie-fantaster - men här med några smarta tematiska manipulationer av manusförfattaren Sarah Phelps", och noterade att hennes "största bedrift är att göra första världskriget till den känslomässiga grundbulten i hela sagan". Dowell avslutade med att säga: "I slutändan var detta en berättelse om många kärlekar – om Emily Frenchs kärlek till Vole, om Mayhews obesvarade kärlek till sin fru, till och med Janets kärlek till Emily. Polstjärnan var förstås passionen mellan sork och roman som brinner alldeles för starkt. Det här var verkligen fängslande grejer".